# Alexander Sternberg
Pour les articles homonymes, voir Sternberg.
Alexander Sternberg (né le 6 juin 1973 à Wiesbaden) est un acteur allemand.
Il a été formé à la "Actors Academy" de Berlin.
Il a joué au théâtre entre autres à Vienne, Berlin, Halle (Saale), Senftenberg, Stendal et Nordhausen.
Après diverses apparitions télévisions (entre autres Little White Lies, Verbotene Liebe et OP appelle Dr. Bruckner), il joue en 2005 et 2006 le rôle de Maxmilian "Max" Petersen dans la série télévisée Le Destin de Lisa.

## Filmographie

### Cinéma
- 2005 : Lunik
- 2007 : Stühle im Schnee (Kurzfilm)
- 2010 : Entzauberungen
- 2011 : Liebeslieder für Untermenschen

### Télévision
- 2005 - 2006 : Le Destin de Lisa (Verliebt in Berlin)
- 2007 : Brigade du crime (SOKO Leipzig)
- 2008 : Présumé Coupable (Unschuldig)
- 2009 : Le Commissariat
- 2009 : Küstenwache
- 2009 : Inga Lindström – Wiedersehen in Eriksberg
- 2010 : Kreuzfahrt ins Glück
- 2010 : Un amour de filature (Katie Fforde - Eine Liebe in den Highlands) (TV)
- 2010 : Ausgerechnet Afrika
- 2011 : Heiter bis tödlich: Nordisch herb
- 2011 : Allein gegen die Zeit